# Rudnia (rejon stołpecki)
Rudnia (biał. Рудня, Rudnia; ros. Рудня, Rudnia) – wieś na Białorusi, w obwodzie mińskim, w rejonie stołpeckim, w sielsowiecie Szaszki, nad Sułą.

## Historia
W XIX i w początkach XX w. położona była w Rosji, w guberni mińskiej, w powiecie mińskim, w gminie Rubieżewicze.
W dwudziestoleciu międzywojennym leżała w Polsce, w województwie nowogródzkim, w powiecie stołpeckim, w gminie Rubieżewicze. W 1921 miejscowość liczyła 133 mieszkańców, zamieszkałych w 24 budynkach, wyłącznie Polaków. 128 mieszkańców było wyznania rzymskokatolickiego i 5 mojżeszowego.
W czasie II wojny światowej 8 mieszkańców miejscowości dołączyło do Zgrupowania Stołpeckiego Armii Krajowej.
Po II wojnie światowej w granicach Związku Sowieckiego. Od 1991 w niepodległej Białorusi.